# Pleurozia
Pleurozia, rod jetrenjarki smještena u vlastitu porodicu Pleuroziaceae i red Pleuroziales. Porodici su bili pripisivani rodovi Eopleurozia R.M. Schust., Physiotium Nees (nelegitimno ime) i danas jedini priznati rod Pleurozia.
Postoji 12 priznatih vrsta.

## Vrste
1. Pleurozia acinosa (Mitt.) Trevis.
2. Pleurozia articulata (Lindb.) Lindb. et Lackström
3. Pleurozia caledonica (Gottsche) Steph.
4. Pleurozia conchifolia (Hook. et Arn.) Austin
5. Pleurozia curiosa B.M.Thiers
6. Pleurozia gigantea (F.Weber) Lindb.
7. Pleurozia heterophylla Steph. ex Fulford
8. Pleurozia johannis-winkleri Herzog
9. Pleurozia paradoxa (J.B.Jack) Schiffn.
10. Pleurozia pocsii Frank Müll.
11. Pleurozia purpurea Lindb.
12. Pleurozia subinflata (Austin) Austin